# Резолюция Совета Безопасности ООН 1006
Резолюция Совета Безопасности Организации Объединённых Наций 1006 (код — S/RES/1006), принятая 28 июля 1995 года, сославшись на предыдущие резолюции по Израилю и Ливану, включая 501 (1982), 508 (1982), 509 (1982) и 520 (1982), а также изучив доклад Генерального секретаря ООН Бутроса Бутроса-Гали о Временных силах Организации Объединённых Наций в Ливане (ВСООНЛ), утвержденный в резолюции 426 (1978), Совет постановил продлить мандат ВСООНЛ ещё на шесть месяцев до 31 января 1996 года.
Затем Совет вновь подчеркнул мандат Сил и просил Генерального секретаря ООН продолжить переговоры с правительством Ливана и другими заинтересованными сторонами относительно выполнения резолюций 425 (1978) и 426 (1978) и представить доклад по этому вопросу.
Был также осужден недавний ряд нападений на ВСООНЛ, и всем сторонам было настоятельно предложено положить им конец. Были согласованы меры, касающиеся рационализации ВСООНЛ, при этом было подчеркнуто, что оперативный потенциал Сил не пострадает.